# Hôtel de Cabanes
Pour les articles homonymes, voir Cabanes.
L'hôtel de Cabanes (parfois orthographié à tort de Cabanès) est un hôtel particulier situé au 13 rue Goyrand à Aix-en-Provence. 

## Construction et origines
L'hôtel de Cabanes fut conçu et construit au XVIIIe siècle pour Jean-Balthazar de Cabanes de Viens, baron de Viens et conseiller au Parlement de Provence.

## Commentaires architecturaux
La porte est flanquée de pilastres avec un fronton soutenu par deux consoles. Ce fronton est centré d'un mascaron féminin couronné d'une coquille.